# Numero di Skewes
Nella teoria dei numeri, il termine numero di Skewes indica il più piccolo numero naturale x per il quale vale l'espressione
{\displaystyle \pi (x)>\operatorname {Li} (x),}
dove π (x) è la funzione enumerativa dei primi (cioè il numero di primi esistenti fino al numero x), e Li (x) è la funzione logaritmo integrale.
In pratica si tratta del più piccolo numero (che si è rivelato essere estremamente grande) per il quale  π (x) risulta maggiore di Li (x).
L'esistenza di tale numero fu ipotizzata nel 1914 dal matematico  John Littlewood, ma solo nel 1932 ne diede una dimostrazione. Littlewood provò anche che il segno della differenza π (x) – Li (x) cambia infinitamente spesso. Che tale numero esistesse non era affatto chiaro; infatti, l'evidenza numerica allora disponibile sembrava suggerire che π (x) fosse sempre minore di Li (x).
La dimostrazione di Littlewood, comunque, non fornì un esempio concreto del numero x; non era dunque un risultato costruttivo. Il matematico sudafricano Stanley Skewes, che era un allievo di Littlewood a Cambridge, nel 1933 dimostrò che, assumendo come vera l'ipotesi di Riemann, esiste un numero x per il quale π (x) > Li (x), inferiore a
{\displaystyle e^{e^{e^{79}}}}
(chiamato talvolta primo numero di Skewes), che è approssimativamente uguale a
{\displaystyle 10^{10^{8,85\times 10^{33}}}} 
Nel 1955, senza l'assunzione che l'ipotesi di Riemann sia vera, Skewes dimostrò che deve esistere un valore di x inferiore a
{\displaystyle 10^{10^{10^{1000}}}}
(chiamato talvolta secondo numero di Skewes).
Questi (enormi) estremi superiori sono stati in seguito ridotti considerevolmente. Senza assumere come vera l'ipotesi di Riemann, Herman te Riele nel 1987 trovò un estremo superiore di
7×10370
Una approssimazione migliore è 1,39822×10316, scoperta da Bays e Hudson (2000). Il miglior valore per il primo attraversamento di zero è ora 1,397162914×10316 (Demichel, 2005).  Questo è, con un intervallo di confidenza molto elevato, il primo caso per cui si verifica π (x) > Li (x).